# Ireneusz Adamski
Pour les articles homonymes, voir Adamski.
Ireneusz Adamski est un footballeur né le 22 août 1974 à Polkowice (Pologne). Il évolue en tant que défenseur à Ruch Chorzów.